# Zevendimensionale ruimte
In de wis- en natuurkunde is een zeven-dimensionale ruimte een ruimte met zeven dimensies. De zevendimensionale ruimte is naast de driedimensionale ruimte de enige ruimte waarvoor een kruisproduct kan worden gedefinieerd (zie zevendimensionaal kruisproduct). Dit is te danken aan het bestaan van quaternionen en octonionen.

## Wiskunde

### Exotische sfeer
In 1956 construeerde John Milnor een exotische sfeer in 7 dimensies en liet zien dat er ten minste 7 differentieerbare structuren op de 7-sfeer bestaan. Dit aantal is intussen exact bekend en bedraagt 28.

## Opmerkingen
Discussies over de zevende dimensie komen minder vaak voor dan discussies over bijvoorbeeld vijfde dimensie- en de elfde dimensie-theorieën, die op dit moment populair zijn in de wis- en natuurkunde, in de kwantumfysica, kwantummechanica, snaartheorie en kwantumzwaartekracht. Dit is mogelijk deels te wijten aan het stigma van het tijdreizen, altijd een populair onderwerp in de sciencefiction, of gewoon ook dat in de populaire natuurkundige theorieën de laatste decennia geen behoefte bestaat aan zeven-dimensionale ruimten.